# Ехалија (митологија)
Ехалија или Ојхалија (грч. Οἰχαλίᾱ) је личност из грчке митологије.

## Етимологија
Њено име има значење „кућа од брашна“.

## Митологија
Према Паусанији и Антонину Либералу, била је супруга Меланеја и Еуритова и Амбракијина мајка. Према њој је названа земља Ехалија, касније позната као Карнасијум.

## Биологија
Латинско име ове личности (Oechalia) је назив за род инсеката из групе риличара.